# Kirche von Tveit (Kristiansand)

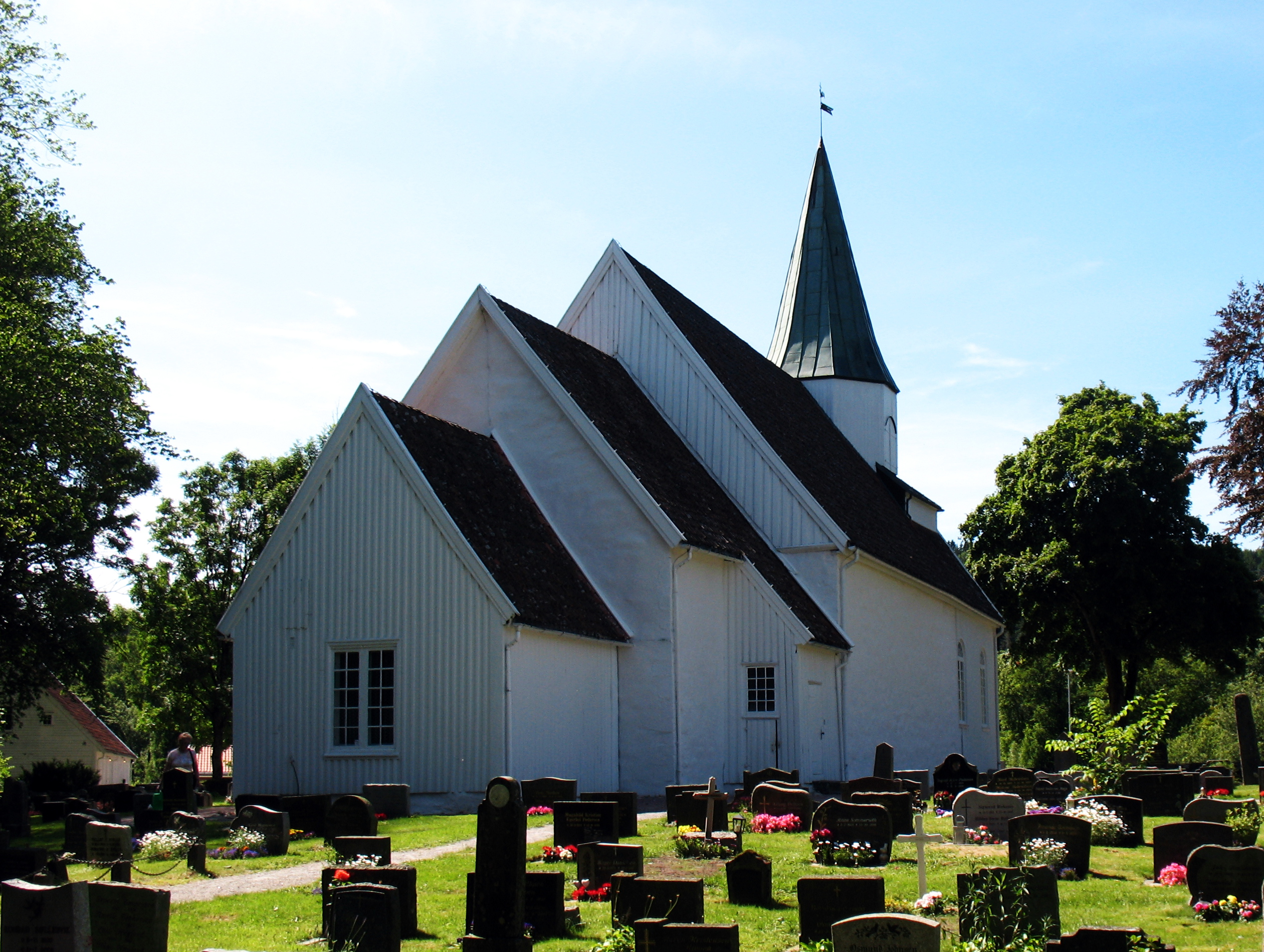
Die Kirche von Tveit von Nordosten

Die Kirche von Tveit (Bokmål: Tveit Kirke) ist eine romanische Kirche aus der Zeit zwischen 1050 und 1150. Sie steht in der zur Kommune Kristiansand gehörenden Ortschaft Tveit (in der norwegischen Provinz Agder) ca. 15 km nordöstlich der Kernstadt. Die Kirchengemeinde gehört zur Dompropstei (Bokmål: domprosti) im Bistum Agder und Telemark der evangelisch-lutherischen Norwegischen Kirche.

## Geschichte
Die Kirche wurde zwischen 1050 und 1150, der genaue Zeitpunkt ist nicht bekannt, aus Stein gebaut. Sie bestand aus einem schmalen rechteckigen Kirchenschiff und einem kleineren rechteckigen Chor mit Apsis. Größere Umbauten gab es 1660 und 1770. Im 19. Jahrhundert wurde sie um eine Sakristei (1828) und einen neuen Turm (1831) erweitert. Die Sakristei war zunächst ins Kirchenschiff integriert und 1867 an der westlichen Außenseite aus Holz neu angebaut.
1911 wurde eine Orgel in die Kirche eingebaut und sieben Jahre später elektrisches Licht.
Im Jahr 1620 gab es wahrscheinlich zwei Glocken, von denen nur die größere genutzt wurde, da die kleinere beschädigt war. Ab dem Jahr 1680 hatte man jedoch zwei Glocken, die mehrfach umgegossen wurden, zuletzt im Jahr 1928.
Der Chor und die Kanzel wurden letztmals im Jahr 1949 restauriert.

## Ausstattung
Die Kirche hat 580 Sitzplätze.

### Altar
Das Altarretabel wurde 1650 im barocken Stil von Gottfried Hendtzschel angefertigt. Es zeigt Abendmahl und Himmelfahrt.
Es gibt noch eine Altardecke aus dem Jahr 1930.

### Glocken
Es gibt zwei Kirchenglocken. Eine aus dem Jahr 1876 und eine aus dem Jahr 1928. Die neuere Glocke trägt die Inschrift: „Soli Deo Gloria. Støpt av Hans Stallemo 1790, omstøpt av O.O. Nauen 1928“.

### Kanzel
Die Kanzel zeigt einen spätgotischen Stil.

### Orgel
Die Orgel von Bruno Christensen og sønner orgelbyggeri aus Dänemark stammt aus dem Jahr 1983.

### Schmuck

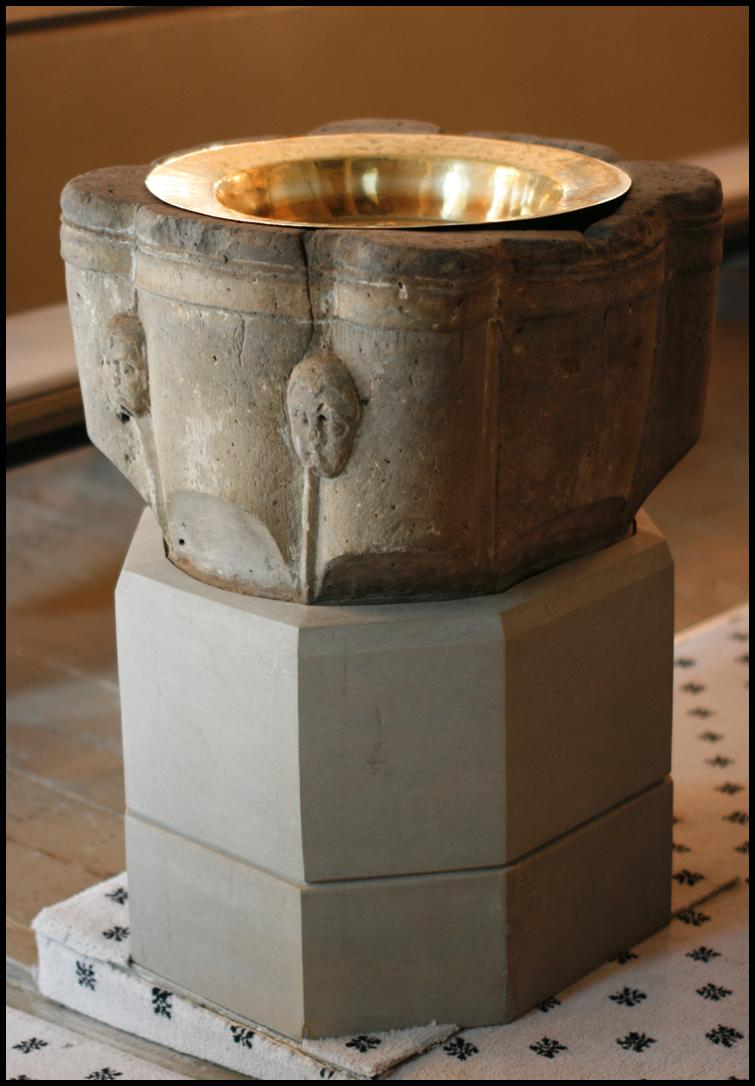
Taufbecken aus Sandstein

Das Kirchensilber ist zum Teil aus dem 17. und 18. Jahrhundert. Unter anderem gibt es einen Kelch (1704), einen Hostienteller (1781), eine Hostienschale, zwei silberne Kerzenhalter von 1792, sowie je zwei Kerzenhalter aus Kupfer von 1620 und 1662.
Aus dem 17. Jahrhundert ist noch ein Vorhang erhalten.

### Taufbrunnen
Es gibt ein erhaltenes Taufbecken aus Sandstein, das zwischen 1250 und 1350 datiert ist.
Der hölzerne Taufbrunnen der Kirche stammt aus dem Jahr 1885.